# Église Saint-Pierre de Lorignac
Pour les articles homonymes, voir Église Saint-Pierre.
L'église Saint-Pierre est une église catholique située à Lorignac, en France.

## Localisation
L'église est située dans le département français de la Charente-Maritime, dans la commune de Lorignac, au centre du bourg.

## Historique
La construction de l'église date du XIIe siècle. L'édifice actuel est le résultat de plusieurs campagnes de travaux datant de l'époque romane, de la période gothique pour le voûtement et du XIXe pour une restauration et agrandissement. Le chœur a été réédifié au XIVe siècle et le transept a été doublé par des chapelles au XVe siècle. Une crypte sous le croisillon a été comblée en 1775.
Du XIIe siècle, l'église a conservé sa façade, sa nef, sa travée sous cloche avec sa coupole sur pendentifs et ses supports de colonnes à chapiteaux. Malheureusement, les chapiteaux historiés ont été mutilés par des iconoclastes. On voit un chapiteau avec un Arbre de la connaissance du bien et du mal, mais Adam et Ève ont été martelés, sans doute par pruderie, car ils étaient représentés nus. Sur un autre chapiteau, on trouve une scène de remise des clefs à saint Pierre.

## Description
Des bandeaux séparent la façade en trois niveaux. Au premier, un portail avec trois voussures au décor géométrique et un atlante nu au sommet, sur colonnettes et chapiteaux sculptés ; au deuxième, sept arcatures reposant sur des colonnes avec chapiteaux sculptés d'un décor végétal ; le troisième niveau est une corniche supportée par dix modillons et terminée en pignon.

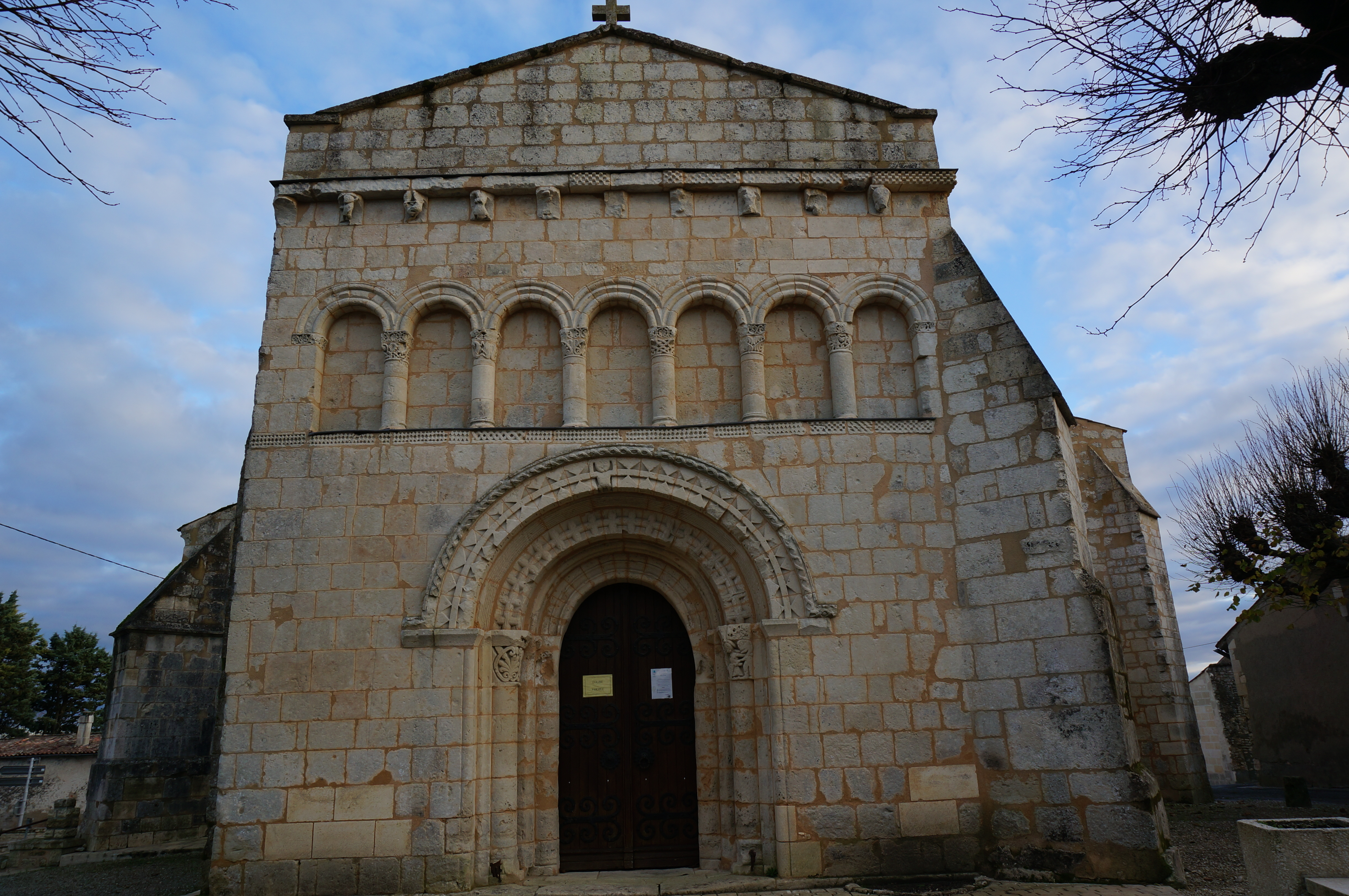
Façade ouest.
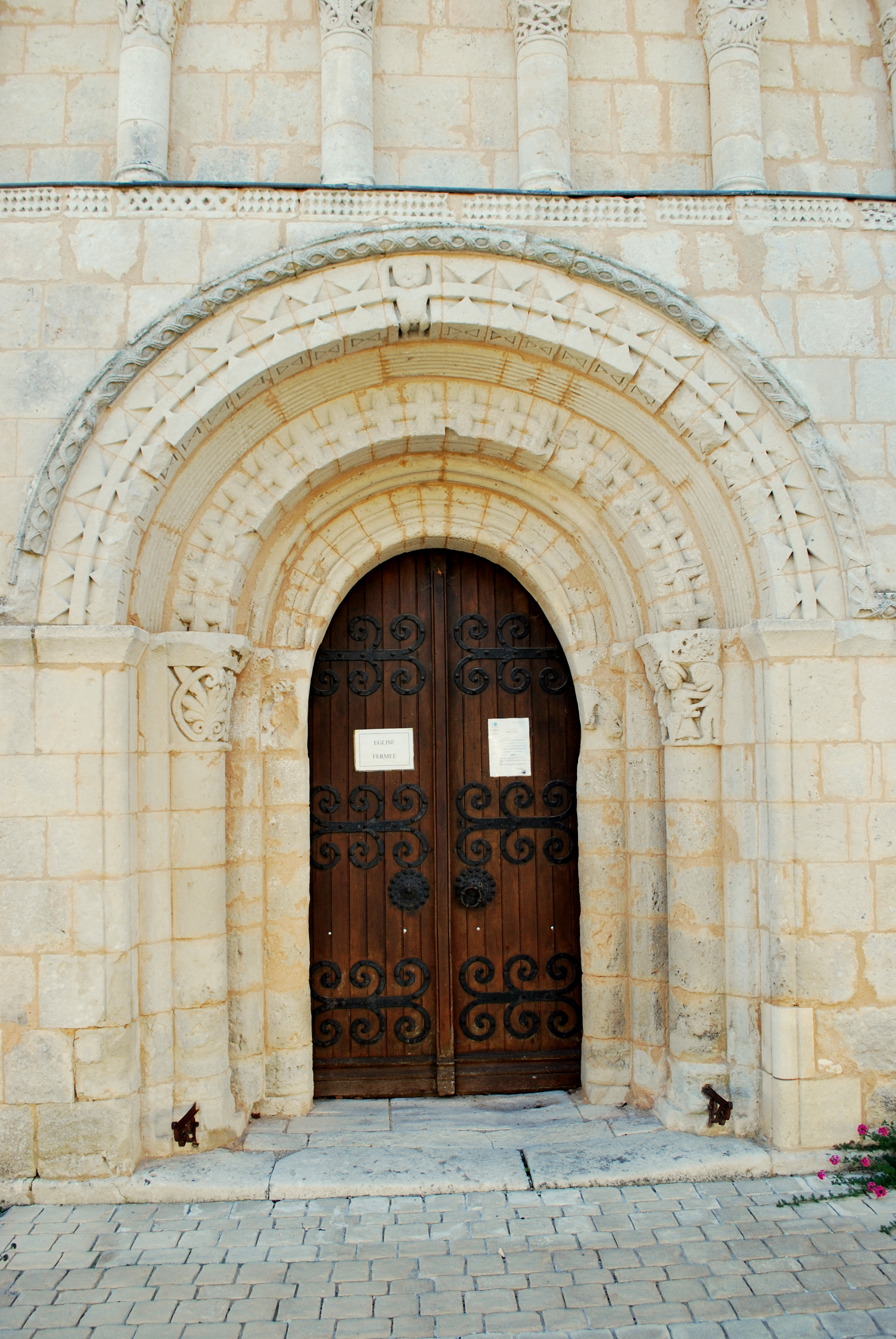
Portail.
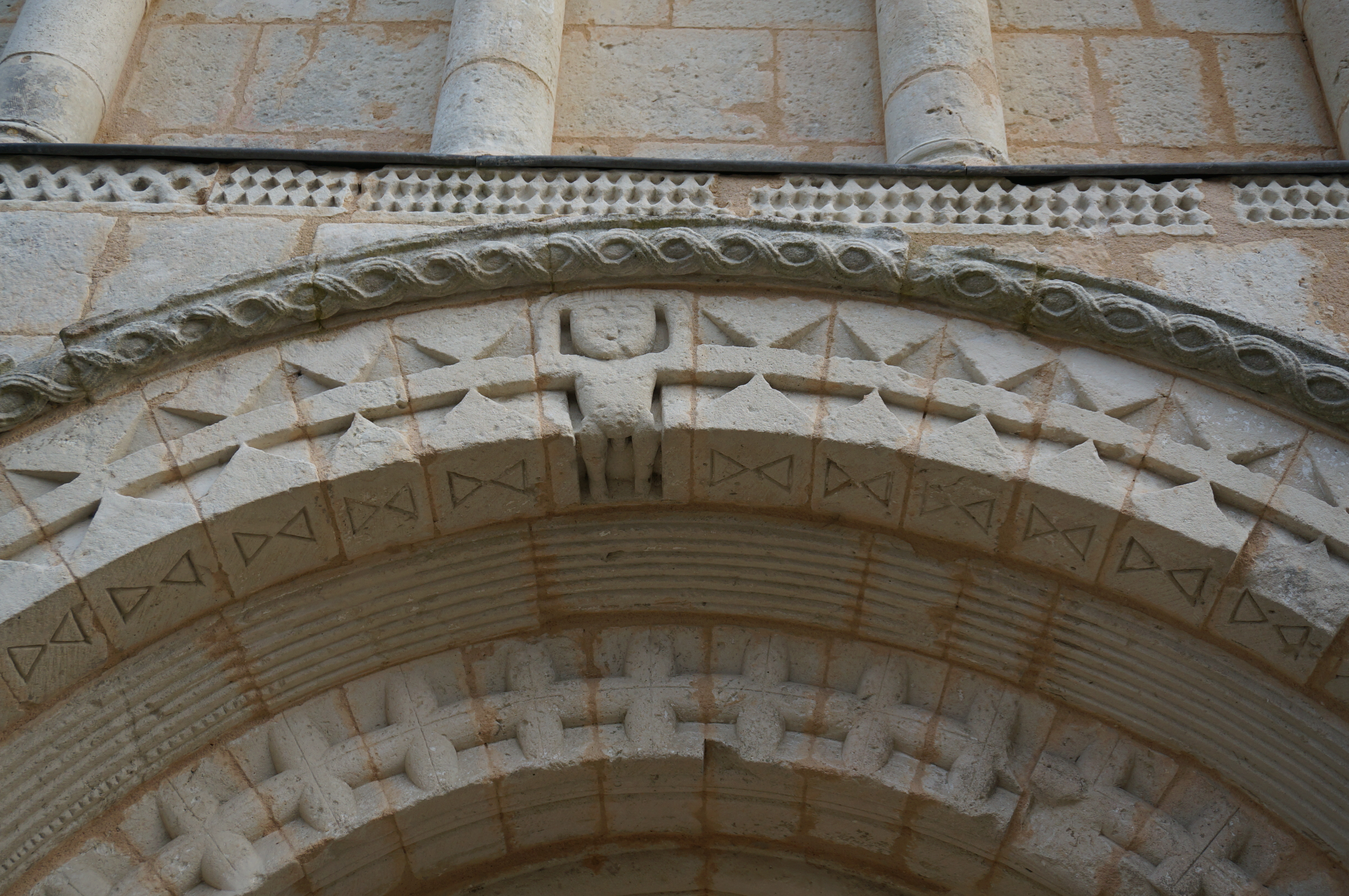
Voussures du portail.
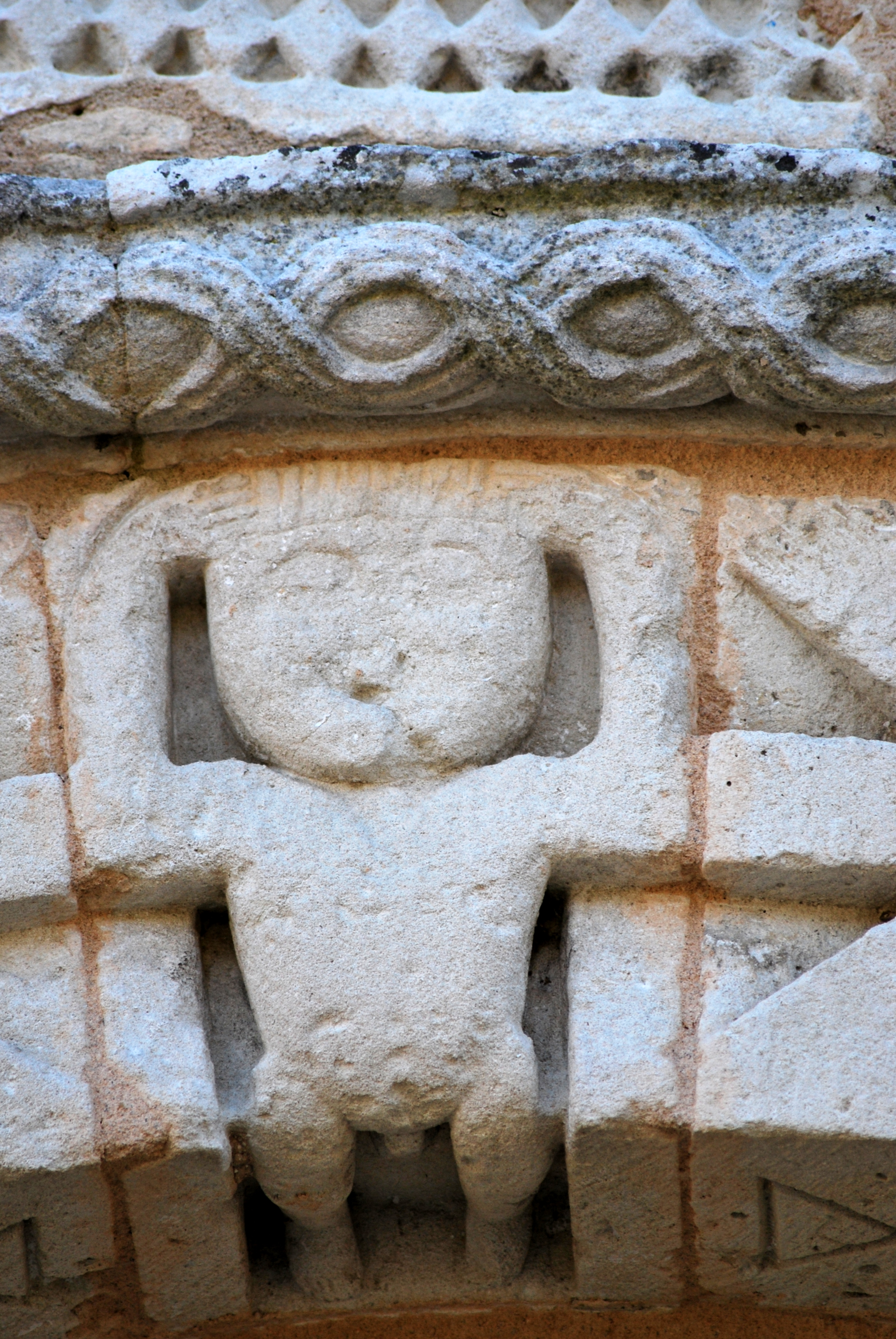
Atlante.
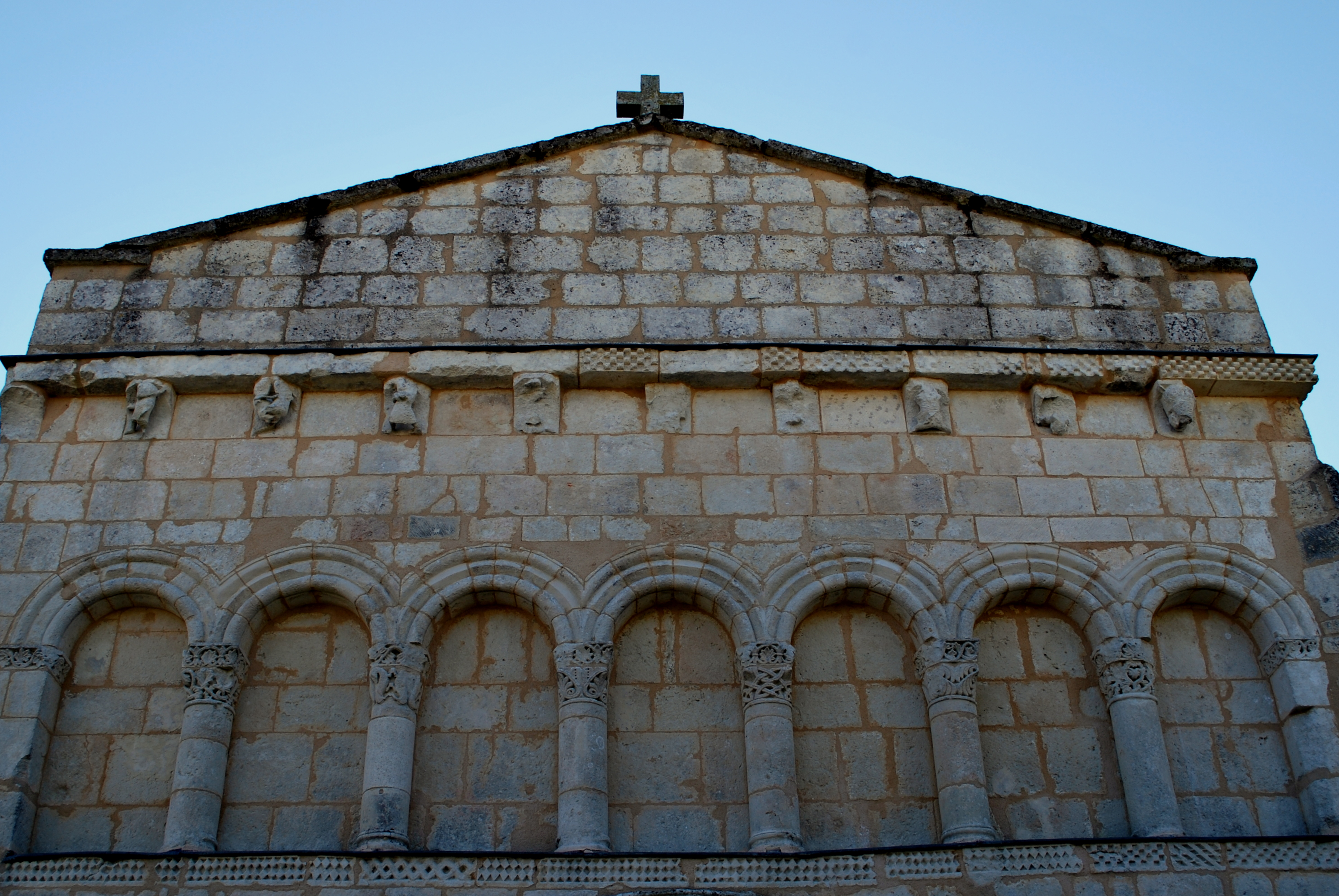
Arcature et corniche à modillons.

Le chapiteau nord du portail porte un décor végétal assez simple. Par contre, celui du sud est historié. On y voit quatre personnages. De gauche à droite : un avare, identifiable par la lourde bourse qu'il porte suspendue à son cou ; au milieu, un être maléfique (qui a perdu bras et jambes) fait le lien avec une femme qui se tient à l'angle de la corbeille ; cette femme enlace le cou d'un monstre avec son bras gauche ; ce monstre tient dans sa main gauche un bâton avec un fanion triangulaire.
Les thèmes non-bibliques des chapiteaux historiés étaient, le plus souvent, des mises en garde contre les péchés capitaux et en particulier, contre la luxure et l'avarice, comme ici. Sans doute ces prédilections étaient largement abordées avec les modillons de la corniche, mais il n'en reste que deux identifiables : une tête de monstre qui tire la langue (une geste considéré comme obscène) et une copulation, dont on trouve des dizaines de modillons quasi identiques en Aquitaine et en Poitou-Charente, par exemple à l'église de Saint-Caprais-de-Bordeaux. On peut raisonnablement supposer que les modillons martelés avaient des sujets analogues. Voir Iconographie des modillons romans pour plus de détails.

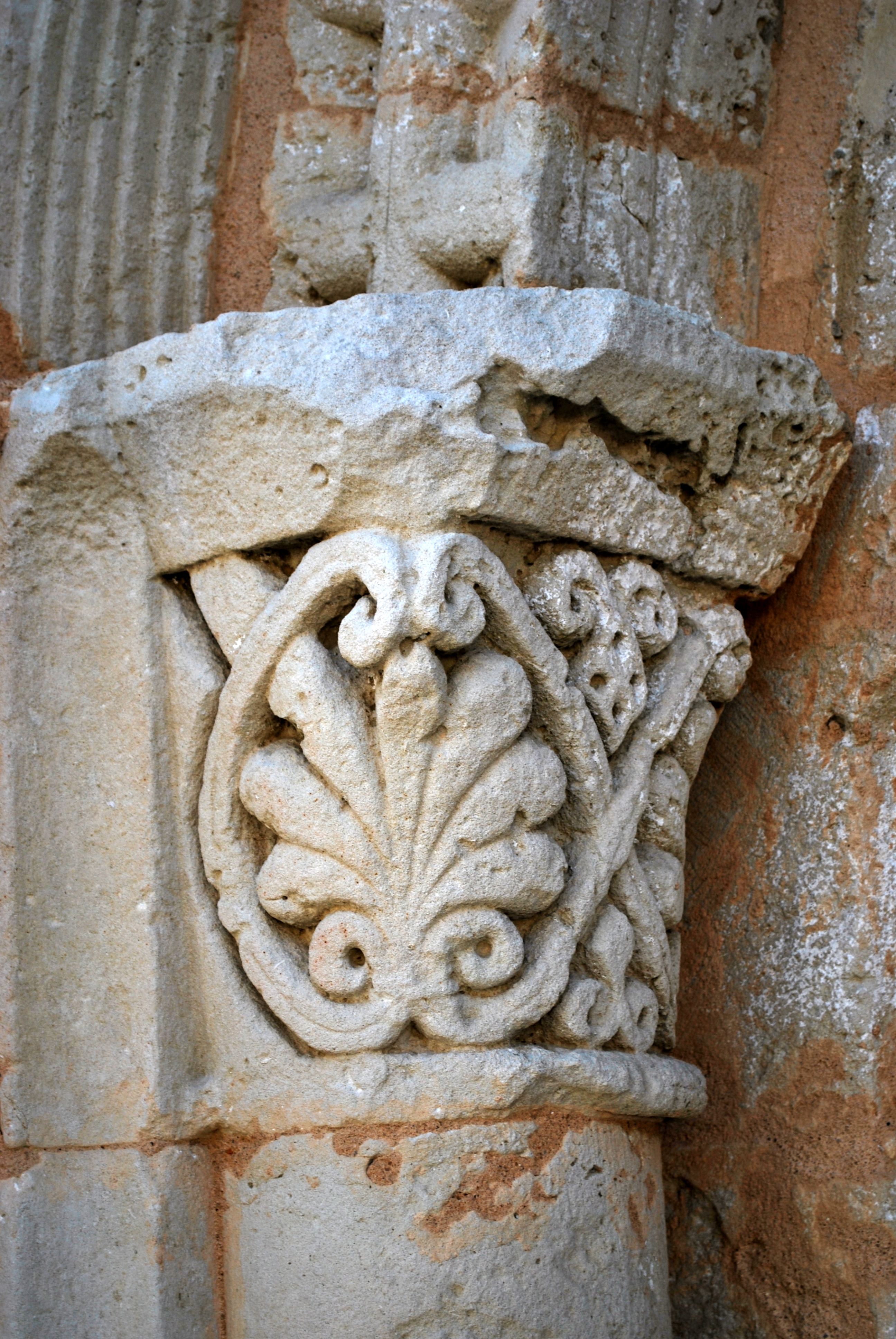
Portail chapiteau nord.
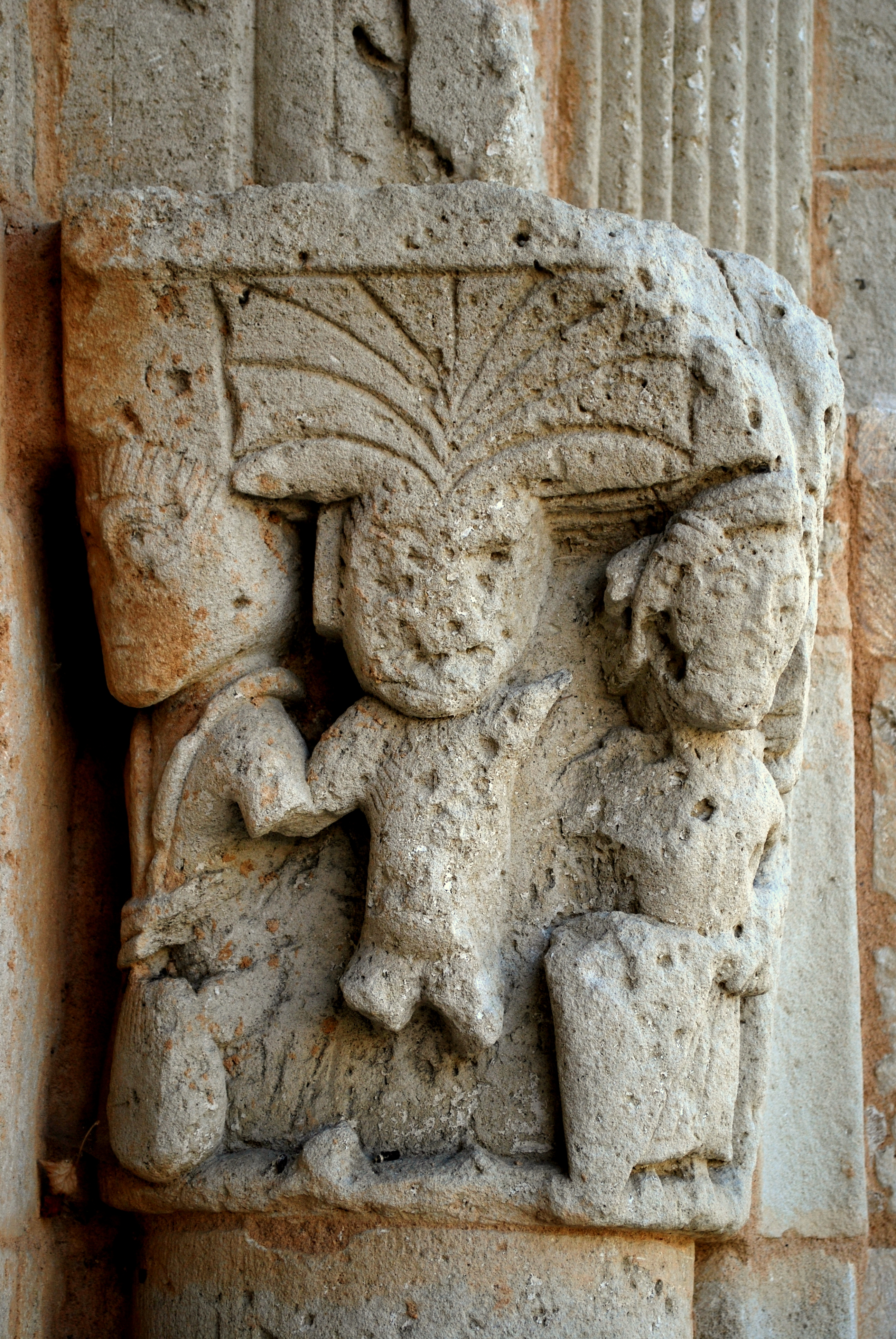
Portail chapiteau sud. A
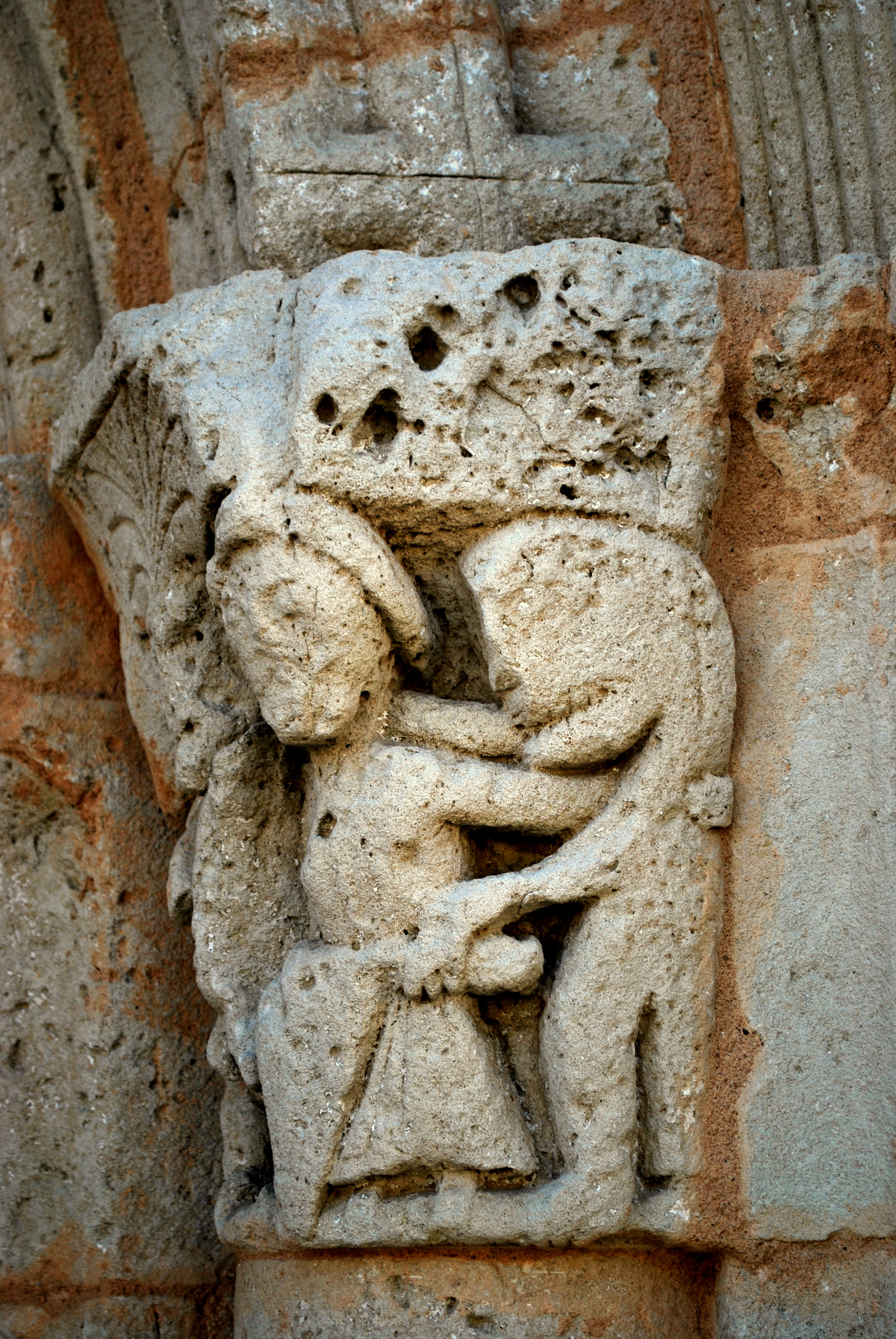
Portail chapiteau sud. B
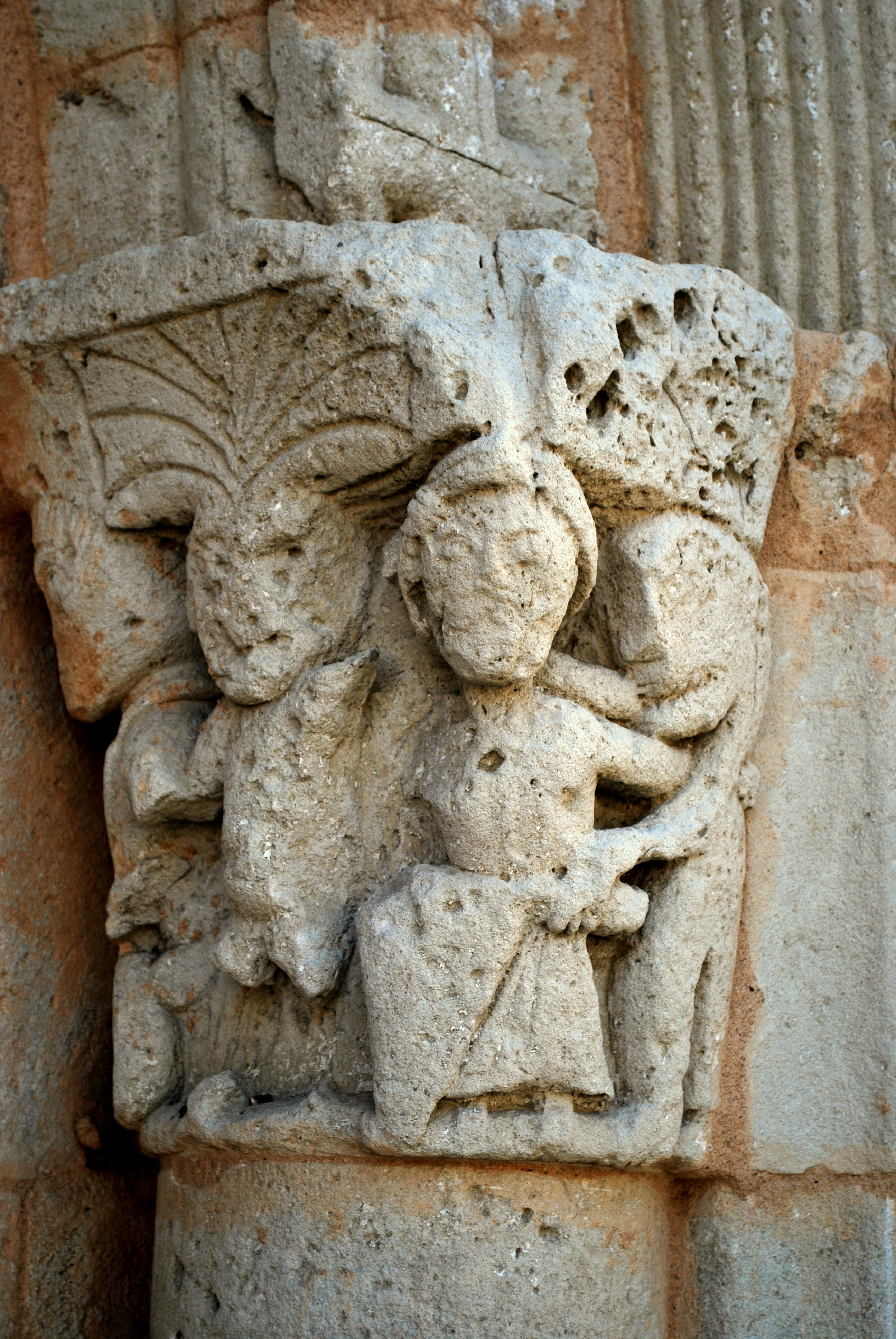
Portail chapiteau sud. C
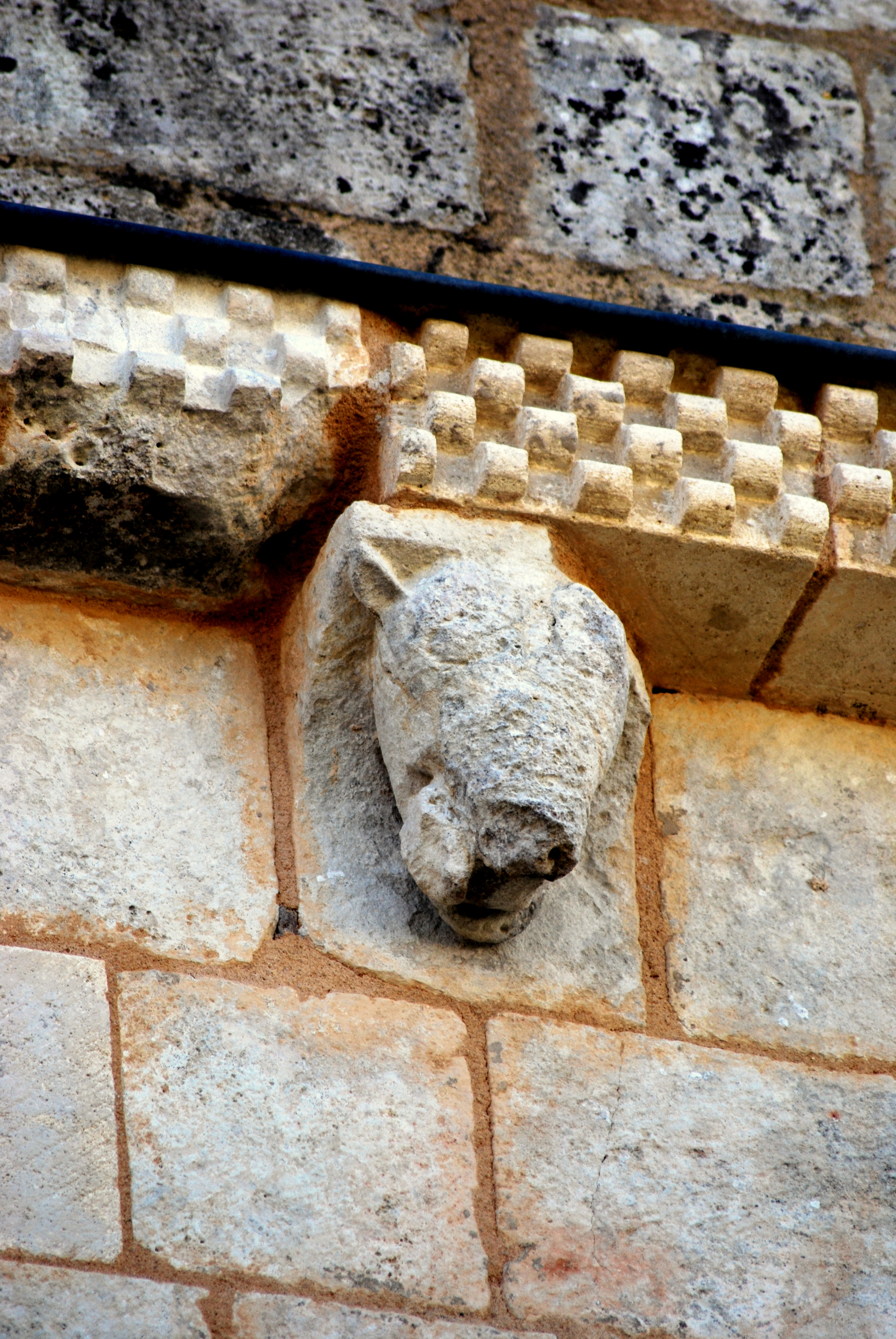
Modillon : monstre tirant la langue.
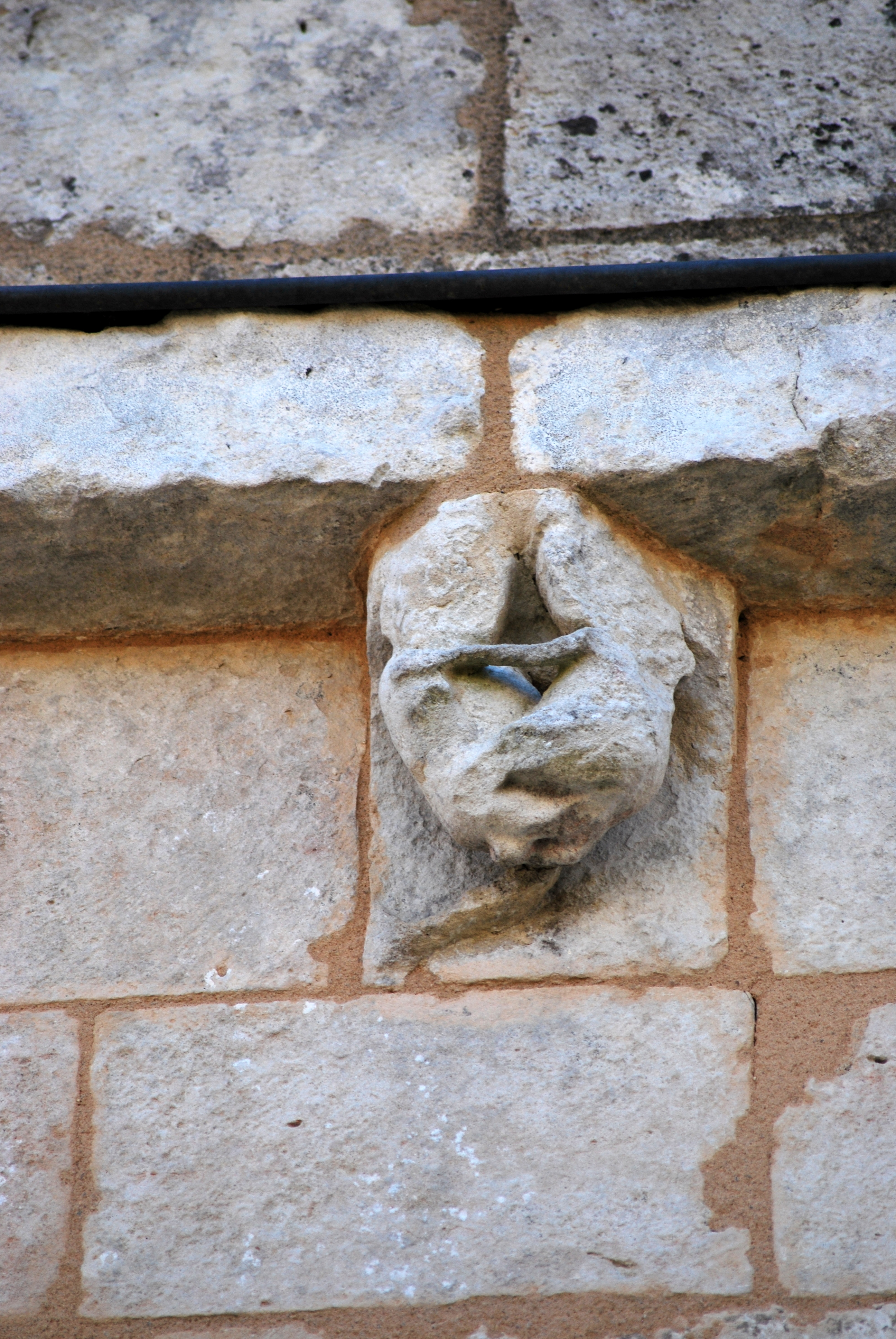
Modillon : copulation.
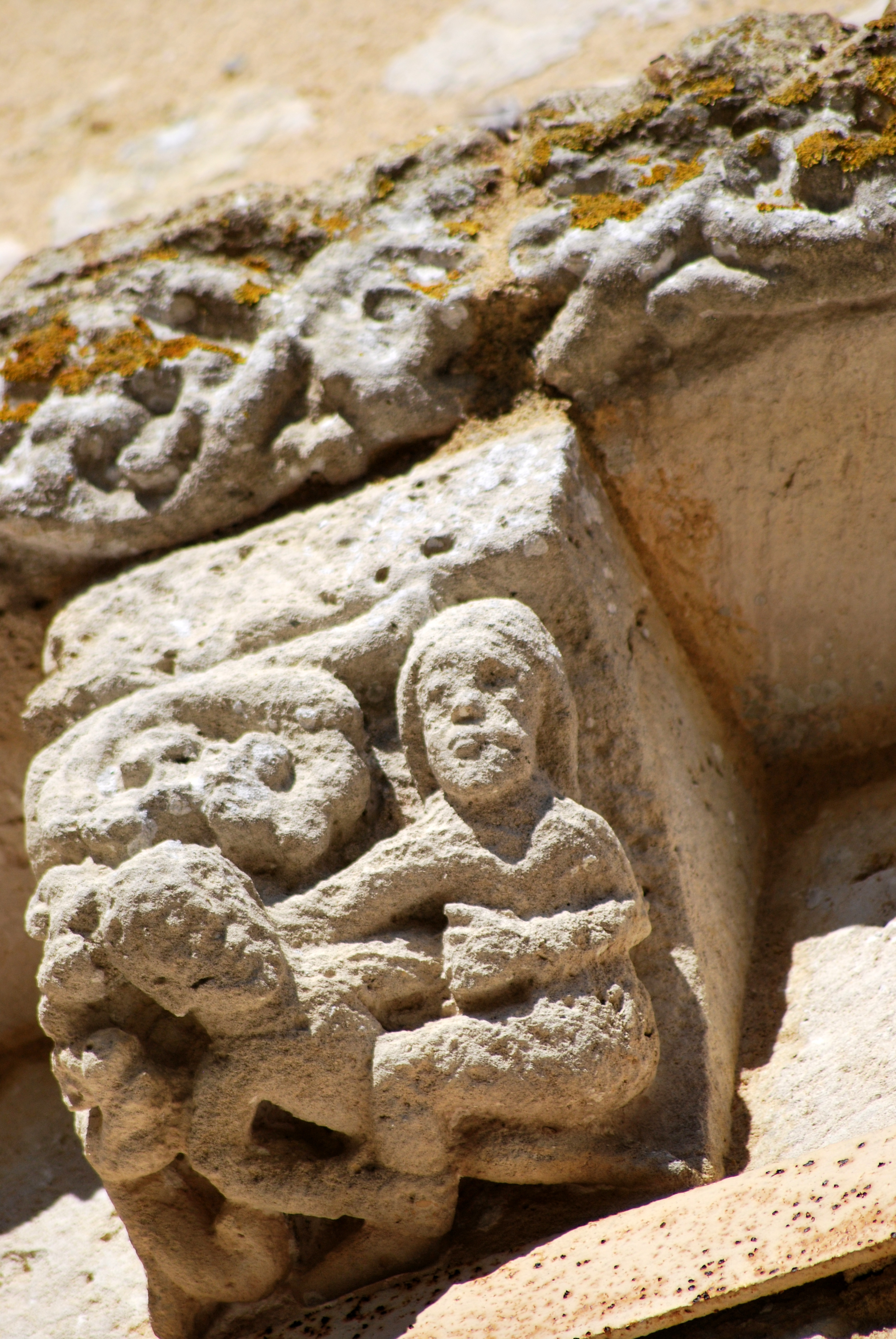
Saint-Caprais-de-Bordeaux

## Protection
L'église Saint-Pierre est inscrit au titre des monuments historiques en 1925 pour sa façade occidentale et en 2000 en totalité.